# Kaltenholzhäuser Weg 3

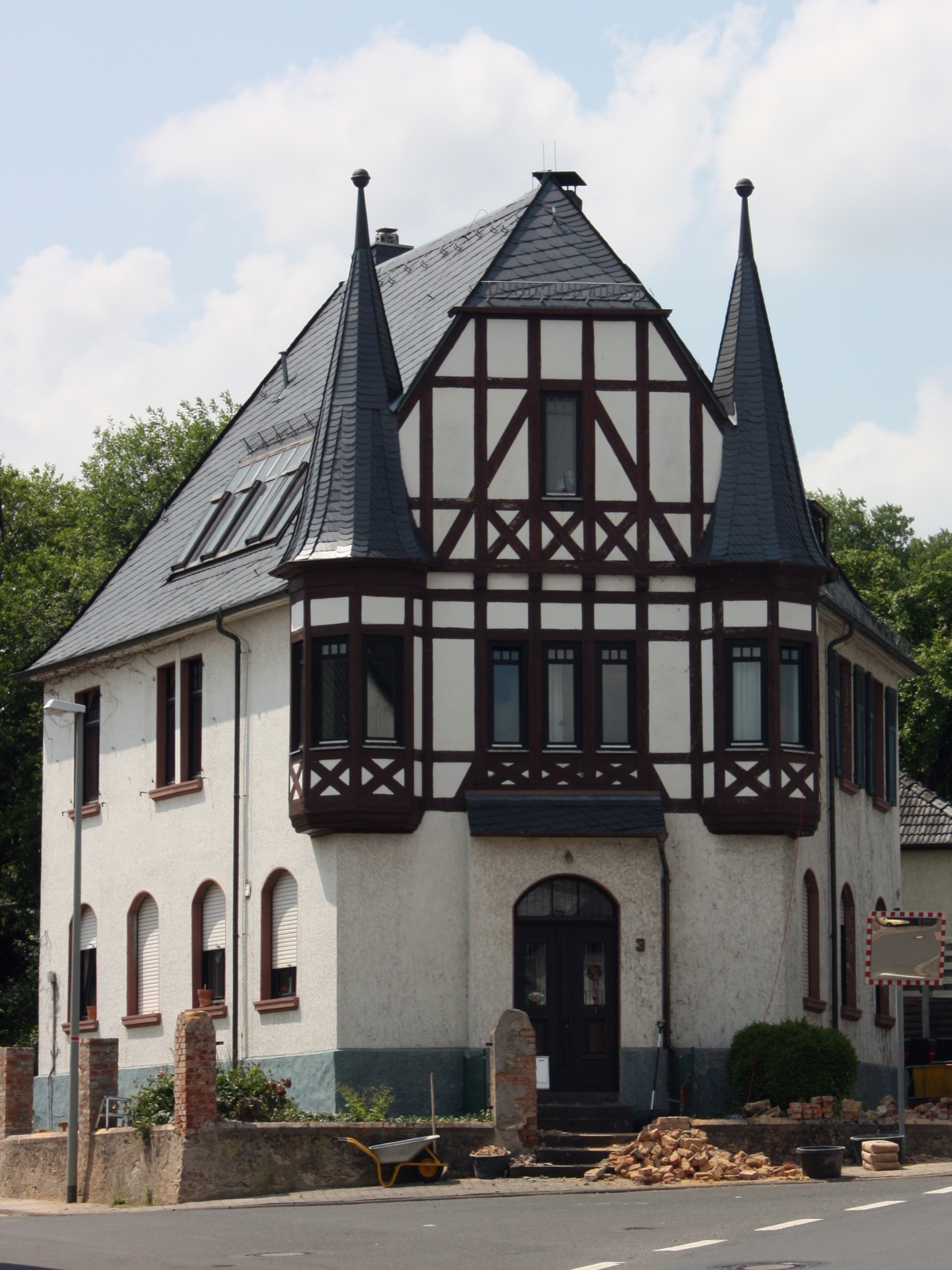
Gebäude Kaltenholzhäuser Weg 3 in Kirberg (2013)

Das Gebäude Kaltenholzhäuser Weg 3 in Kirberg, einem Ortsteil der Gemeinde Hünfelden im mittelhessischen Landkreis Limburg-Weilburg, wurde um 1910 als Postamt errichtet. Das heutige Wohnhaus ist ein geschütztes Kulturdenkmal (Nr. 51272). 
Der verputzte Backsteinbau mit Krüppelwalmdach über trapezförmigem Grundriss hat eine schmale Schauseite. An dieser Seite sind Schmuckfachwerkformen mit Kreuzstreben und zwei flankierende Erkertürmchen mit Spitzhelmen zu sehen.
Die nicht mehr vollständig erhaltene Einfriedung ist zugehörig.